# Alejandro Alpízar
Alejandro Alpízar Delgado (San José, 14 giugno 1979) è un ex calciatore ed ex giocatore di calcio a 5 costaricano.

## Biografia
Anche il fratello Gilbert è stato un calciatore e giocatore di calcio a 5.